# Veliki Žep
Veliki Žep är ett berg i Bosnien och Hercegovina.   Det ligger i entiteten Republika Srpska, i den östra delen av landet, 60 km öster om huvudstaden Sarajevo. Toppen på Veliki Žep är 1 537 meter över havet.
Terrängen runt Veliki Žep är huvudsakligen kuperad, men västerut är den platt. Veliki Žep är den högsta punkten i trakten. Närmaste större samhälle är Han Pijesak, 6,5 km väster om Veliki Žep. 
I omgivningarna runt Veliki Žep växer i huvudsak blandskog. Runt Veliki Žep är det ganska tätbefolkat, med 67 invånare per kvadratkilometer.